# Gulnasar Keldij

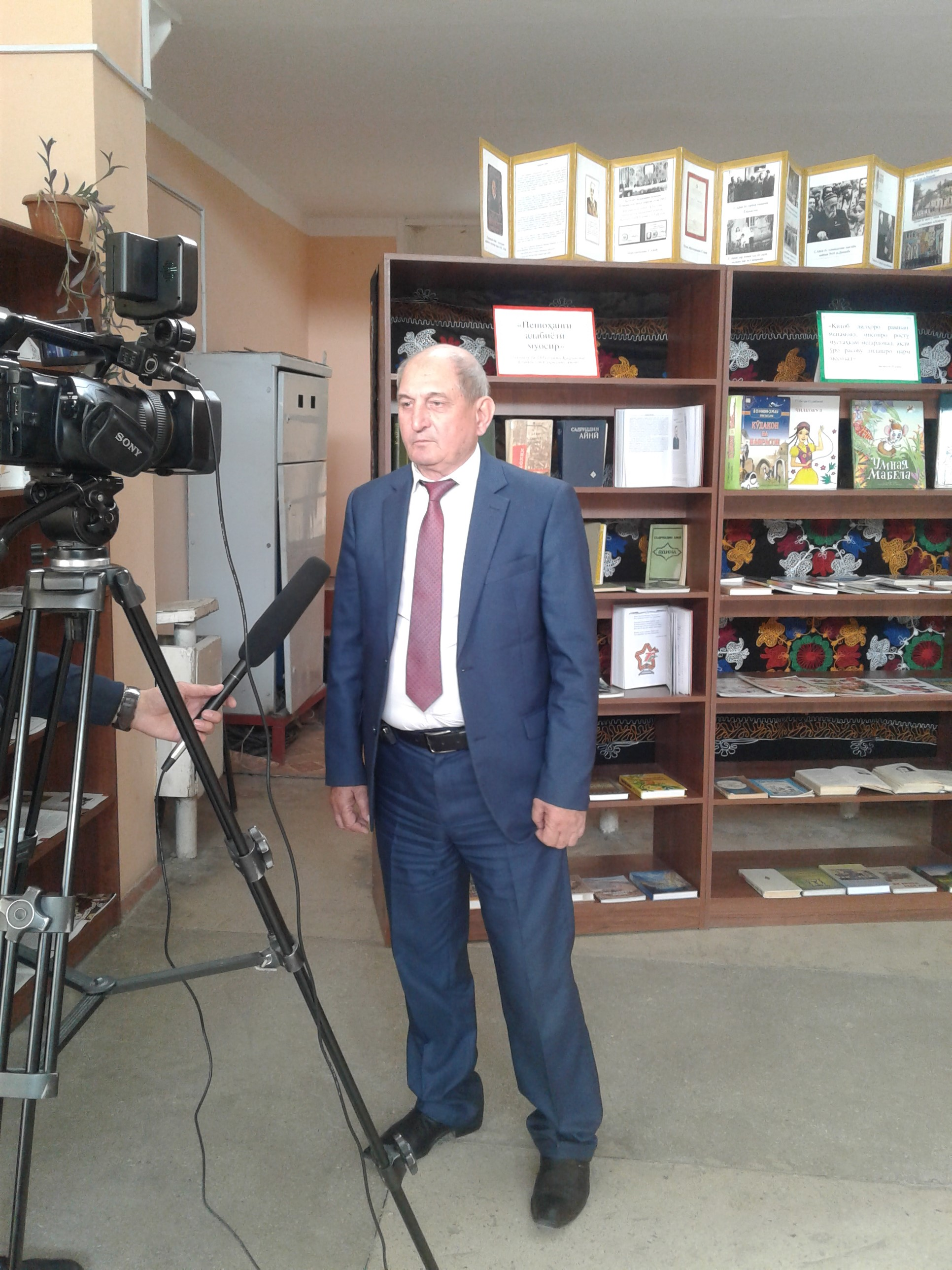
Gulnasar Keldij (2018)

Gulnasar Keldij (tadschikisch Гулназар Келдӣ, russisch Гулназа́р Келди́евич Келди́ев Gulnasar Keldijewitsch Keldijew, englisch Gulnazar Keldi; * 20. September 1945; † 13. August 2020 in Duschanbe, Tadschikistan) war ein tadschikischer Dichter und Journalist, der den Text der tadschikischen Nationalhymne Surudi Milli schrieb.

## Leben
Der am 20. September 1945 geborene Keldij absolvierte 1966 die Fakultät für Literatur und Sprache an der tadschikischen Nationaluniversität. 1968 wurde er Mitglied der Union der Journalisten der tadschikischen SSR. 1973 wechselte er in die stellvertretende Abteilung des Literaturmagazins Sodoi Shark. Von 1975 bis 1977 war Keldij als Dolmetscher für sowjetische Spezialisten in Afghanistan tätig, bis er 1977 zur Arbeit in der Literaturzeitschrift Sodoi Shark zurückkehrte. Dort war er bis 1991 Leiter der Zeitschriftenabteilung. Seit 1991 war er Chefredakteur der Wochenzeitung Adabiyot va sanat.
Während seiner Arbeit als Journalist schreib Keldij Gedichte. Einer seiner Gedichte wurde 1994 als „Surudi Milli“ zur Nationalhymne Tadschikistans erklärt.
Am 13. August 2020 starb Gulnasar Keldij an den Folgen von COVID-19.